# 말벌속
말벌속(Vespa 베스파[*])은 벌목 말벌과의 한 속이다. 이 속에 속하는 동물을 총칭하여 말벌(영어: hornet 호넷[*])이라고도 한다. 말벌들은 사회성 벌 중 가장 큰 벌들로 몇몇 종은 체장 5.5 센티미터까지 자란다. 땅벌속과 계통적으로 가깝고 크기를 제외하면 비슷하게 생겼다. 말벌들은 두순(머리방패)이 큼직한 것과 복부 제1마디가 둥근 것으로 말벌아과의 다른 벌들과 쉽게 구분된다.  전세계적으로 말벌속에는 22종이 알려져 있다. 대부분의 종은 아시아의 열대지역에 서식하지만 말벌(Vespa crabro) 종은 유럽에서 러시아를 거쳐 북아메리카까지 널리 분포한다. 미국에서는 북아메리카에 서식하는 중땅벌속의 벌들을 흔히 말벌이라고 하기도 하는데(e.g. 흰얼굴말벌), 이 종들은 엄밀히 말벌(hornet)이 아니라 땅벌(yellojacket)에 속한다.
다른 사회성 벌들과 마찬가지로 말벌들도 목질을 씹어서 종이 펄프를 만들어 둥지를 만든다. 각 둥지마다 알을 낳는 여왕벌이 있고, 알을 낳지 못하는 암펄인 일벌들이 여왕벌을 수행한다. 대부분의 말벌 종들은 교목이나 관목 덤불 사이에 노출된 둥지를 틀지만 일부 종(오리엔트말벌, 장수말벌 등)은 지하나 폐쇄공간에 둥지를 만든다. 열대지방에서는 1년을 넘기도록 둥지가 유지되지만 온대지역에서는 겨울이 되면 모조리 얼어죽어 둥지가 붕괴되고, 알을 품은 후세대 여왕벌만 낙엽 밑에 들어가 동면한다.
말벌들은 공격적으로 둥지를 방어하며, 그 독침이 꽃벌류의 그것보다 위험하기 때문에 종종 해충으로 여겨진다.

## 분류
현생종은 22종, 절멸종은 7종이 알려져 있으며, 한국에는 8종이 기록되어 있다.
- 좀줄무늬말벌 (Vespa affinis Linnaeus,1764)
- 좀말벌 (Vespa analis Fabricius, 1775)
- 배검은말벌 (Vespa basalis Smith, 1852)
- 벨리코소말벌 (Vespa bellicosa Saussure, 1854)
- 검은방패말벌 (Vespa bicolor Fabricius, 1787)
- †Vespa bilineata
- 큰홑눈말벌 (Vespa binghami du Buysson, 1905)
- †Vespa ciliata
- †Vespa cordifera
- 말벌 (Vespa crabro Linnaeus, 1758)
- †Vespa crabroniformis
- †Vespa dasypodia
- 꼬마장수말벌 (Vespa ducalis Smith, 1852)
- 검정말벌 (Vespa dybowskii André, 1884)
- Vespa fervida Smith, 1859
- 연기말벌 (Vespa fumida Van der Vecht, 1956)
- Vespa luctuosa Saussure, 1854)
- 장수말벌 (Vespa mandarinia Smith, 1852)
- 목사리말벌 (Vespa mocsaryana du Buysson, 1905)
- Vespa multimaculata Perkins, 1910
- †Vespa nigra
- 오리엔트말벌 (Vespa orientalis Linnaeus, 1771)
- 필리핀말벌 (Vespa philippinensis Saussure, 1854)
- †Vespa picea
- 털보말벌 (Vespa simillima Smith, 1868)
- Vespa soror du Buysson, 1905
- 열대말벌 (Vespa tropica Linnaeus, 1758)
- 등검은말벌 (Vespa velutina Lepeletier, 1836)
- Vespa vivax Smith, 1870